# Siyabonga Nomvethe
Siyabonga Eugene Nomvethe (født 2. december 1977 i Durban) er en sydafrikansk fodboldspiller, der spiller for AmaZulu. Hans position er midtbanespiller. Han repræsenterede det sydafrikanske landshold ved både VM i 2002 i Sydkorea og Japan, samt ved VM i 2010 på hjemmebane.
Han har spillet for SAS-ligaklubben AaB fra 2006 – 2009. Han blev ofte kaldt kælenavnet "Bhele" eller i få kredse "Bonga". "Bhele" kommer af sproget zulu.￼￼￼

## Karriere

### Udinese
Siyabonga Nomvethe skrev i 2001 under med den italienske klub Udinese Calcio i Serie A. I 2002 blev han udvalgt til at spille for South Africa i VM i fodbold 2002. Han gjorde sin tilstedeværelse klar, da han scorede det sejrsgivende mål i 1–0-sejren over Sloveniens fodboldlandshold. Nomvethe blev udlejet til de mindre italienske klubber Salernitana Calcio OG Empoli F.C. fra januar 2004 til juni 2005 efter to mislykkede år i Udinese. Han blev desuden udlejet i seks måneder til den svenske klub Djurgårdens IF, før han permanent brød med Udinese i december 2005. Han skiftede tilbage til Sydafrika, hvor han skrev under med Orlando Pirates.

### Orlando Pirates
Nomvethe spillede i den sydafrikanske klub Orlando Pirates i et halvt år, før han skiftede til AaB Fodbold på en fri transfer.

### AaB
Siyabonga Nomvethe skiftede i juli 2006 til AaB i den danske Superligaen. Han spillede for AaB i tre år, hvor han vandt Superligaen 2007-08 med klubben og scorede et mål i straffesparkskonkurrencen i ottendedelsfinalen imod Manchester City i UEFA Cup 2008-09.

### Moroka Swallows F.C.
Han skiftede til Moroka Swallows F.C. efter sin tid i AaB i 2009. Det blev officielt bekræftet i august 2015, at Nomvethe havde skrevet under på en forlængelse af kontrakten med klubben gældende for sæsonen 2015/16.

## International karriere

### Internationale mål
| #  | Dato              | Stadion                   | Modstander      | Score | Resultat | Turnering                                  |
| -- | ----------------- | ------------------------- | --------------- | ----- | -------- | ------------------------------------------ |
| 1  | 27. november 1999 | Pretoria, Sydafrika       | Sverige         | 1–0   | 1–0      | Nelson Mandela Challenge                   |
| 2  | 6. februar 2000   | Kumasi, Ghana             | Ghana           | 1–0   | 1–0      | Africa Cup of Nations 2000                 |
| 3  | 12. februar 2000  | Accra, Ghana              | Tunesien        | 2–1   | 2–2      | Africa Cup of Nations 2000                 |
| 4  | 29. april 2000    | Rustenburg, SSydafrika    | Mauritius       | 3–0   | 3–0      | COSAFA Cup 2000                            |
| 5  | 25. februar 2001  | Blantyre, Malawi          | Malawi          | 2–0   | 2–1      | VM i fodbold (kvalifikation) 2002          |
| 6  | 30. januar 2002   | Ségou, Mali               | Marokko         | 3–0   | 3–1      | Africa Cup of Nations 2002                 |
| 7  | 8. juni 2002      | Daegu, Sydkorea           | Slovenien       | 1–0   | 1–0      | VM i fodbold 2002                          |
| 8  | 22. juni 2003     | Polokwane, Sydafrika      | Elfenbenskysten | 2–1   | 2–1      | Africa Cup of Nations kvalifikation 2004   |
| 9  | 11. oktober 2003  | Potchefstroom, Sydafrika  | Costa Rica      | 1–0   | 2–1      | Nelson Mandela Challenge                   |
| 10 | 18. januar 2004   | Dakar, Senegal            | Senegal         | 1–0   | 1–2      | Venskabskamp                               |
| 11 | 27. januar 2004   | Sfax, Tunesien            | Benin           | 1–0   | 2–0      | Africa Cup of Nations 2004                 |
| 12 | 27. januar 2004   | Sfax, Tunesien            | Benin           | 2–0   | 2–0      | Africa Cup of Nations 2004                 |
| 13 | 10. juli 2005     | Los Angeles, USA          | Jamaica         | 3–2   | 3–3      | CONCACAF Gold Cup 2005                     |
| 14 | 12. november 2005 | Port Elizabeth, Sydafrika | Senegal         | 2–2   | 2–3      | Nelson Mandela Challenge                   |
| 15 | 2. juni 2007      | Durban, Sydafrika         | Tchad           | 4–0   | 4–0      | Africa Cup of Nations (kvalifikation) 2008 |
| 16 | 28. april 2010    | Durban, Sydafrika         | Jamaica         | 2–0   | 2–0      | Venskabskamp                               |